# S:t Eriksmedaljen

Stockholms stadsvapen återfinns på S:t Eriksmedaljen

S:t Eriksmedaljen delas sedan 1938 ut av Stockholms kommunstyrelse till förtjänta stockholmare, "som med hänsyn till sin verksamhet eller sina insatser i övrigt anses förtjäna en utmärkelse från stadens sida".
S:t Eriksmedaljen delas även ut till de medarbetare som arbetat i Stockholms stad under sammanlagt 30 år eller som vid sin pensionsavgång arbetat i staden i minst 25 år. Medaljen överlämnas även till ledamöter av Stockholms stadsfullmäktige efter 20 års tjänst. Medaljerna överlämnas i samband med festligheter i Blå Hallen i Stockholms stadshus, på Erik-dagen den 18 maj. I olika biografiska verk förkortas medaljen S:tEGM.
Medaljens namn kommer av Sveriges skyddshelgon Erik den helige, som även återfinns i Stockholms stadsvapen.

## Pristagare i urval
Den första utdelningsceremonin hölls 3 maj 1938 i Stockholms Stadshus, de första 3 exemplaren överlämnades till kungen, kronprinsen och prins Eugen, därefter mottog ytterligare 43 personer utmärkelsen, bland dessa fanns stadshusarkitekten Ragnar Östberg och bankdirektören Knut Wallenberg. Carl XVI Gustaf tilldelades medaljen i samband med Stockholms 750-årsjubileum år 2002.